# Hojovice
Obec Hojovice (německy Hojowitz) se nachází na pravém břehu kdysi zlatonosného Hojovického potoka (levostranného přítoku Černovického potoka), nedaleko města Černovic (ž.st. Černovice u Tábora na trati Obrataň-Jindřichův Hradec) v okrese Pelhřimov v Kraji Vysočina. Obec patří k římskokatolické farnosti Mnich (u Kamenice nad Lipou) v českobudějovické diecézi. Žije zde 85 obyvatel.

## Historie
První písemná zmínka o obci pochází z roku 1318.

## Pamětihodnosti
Největší pamětihodností je římskokatolický kostel svatého Václava, který byl vztyčen roku 1713 nákladem rytíře Vraždy z Kunvaldu. Prostá stavba sestává z obdélné lodi (15x8 metrů) a presbytáře, který tvoří obdélné travé a půlkruhová apsida. Chrám na návrší nad obcí je obklopen hřbitovem.